# Avion
Avion è un comune francese di 17 582 abitanti situato nel dipartimento del Passo di Calais nella regione dell'Alta Francia.

## Società

### Evoluzione demografica
Abitanti censiti

## Amministrazione

### Gemellaggi
- Doncaster, Regno Unito, 13 maggio 1981
- Zgorzelec, Polonia
- Bourj El-Barajné, Libano, campo di rifugiati palestinesi